# Paratrooper (attractie)
De Paratrooper (ook wel twister genoemd) is een bepaald attractietype dat zowel in pretparken als kermissen voor kan komen. Het type bestaat uit een carrousel waarbij aan de draaischijf zitjes zijn bevestigd. De attractie lijkt hiermee wat op de zweefmolen, al zijn de stoeltjes bij de zweefmolen aan een ketting gebonden terwijl de zittingen bij de Paratrooper direct aan de draaischijf bevestigd zijn. De Paratrooper gaat niet erg snel, en maakt zich daarom geschikt als familie-attractie waar ook jonge kinderen in kunnen.

## De rit
Voor aanvang van de rit staat de schijf horizontaal op de grond. Bezoekers hebben hier de mogelijkheid plaats te nemen in de 2- of 3-persoonszittingen. Tijdens de rit gaat de schijf steeds harder draaien, en na een tijdje zal ook de schijf zich steeds meer verticaal op gaan heffen, waardoor het geheel wat op een reuzenrad gaat lijken. Aan het einde van de rit daalt de schijf weer en komt daarna geleidelijk tot stilstand. Dit is vergelijkbaar met de Enterprise.

## Geschiedenis

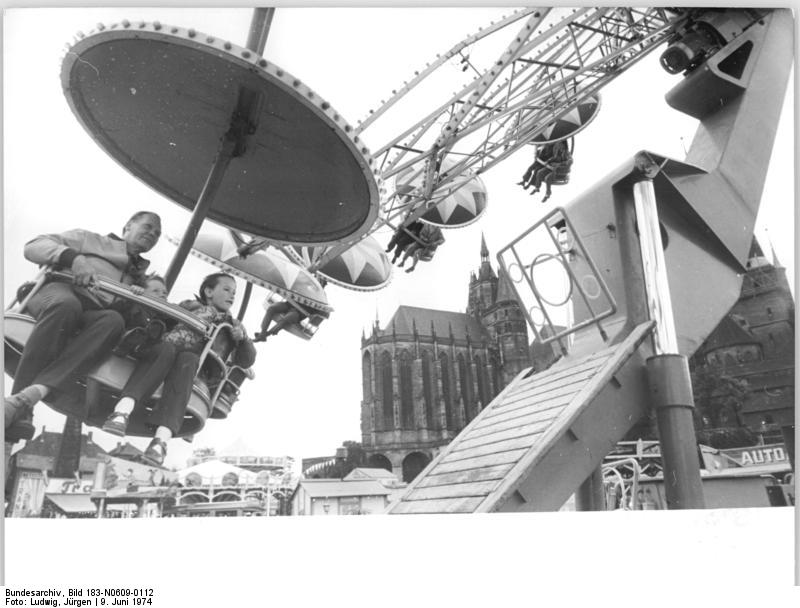
Een Paratrooper tijdens een volksfeest in Erfurt, op 9 juni 1974.

De Paratrooper werd in 1960 geïntroduceerd, en werd gebouwd door het bedrijf Ameco. In de jaren zestig en de jaren zeventig ontwikkelde de Paratrooper zich tot een populaire attractie op zowel kermissen als pretparken, voornamelijk in het Verenigd Koninkrijk. In latere jaren verdween de Paratrooper langzaam uit beeld, al zijn er nog steeds enkele pretparken en kermisexploitanten bekend die nog een Paratrooper in gebruik hebben. Aan het einde van seizoen 2018 sloot de laatste Paratrooper (Flying Swing) van Nederland in het attractiepark Drouwenerzand, welke Twister genoemd werd.